# 小行星4043
小行星4043（英語：4043 Perolof）是一颗围绕太阳公转的小行星。1977年10月17日，C. J. 万·豪敦、I. 万·豪敦-格勒内费尔德、T. 赫雷爾斯在帕洛马山发现了此天体。
这颗小行星的绝对星等为14.46468825079842等。